# Cantone di Plombières-les-Bains
Il Cantone di Plombières-les-Bains era una divisione amministrativa dell'arrondissement di Épinal.
È stato soppresso a seguito della riforma complessiva dei cantoni del 2014, che è entrata in vigore con le elezioni dipartimentali del 2015.
Comprendeva i comuni di:
- Bellefontaine
- Girmont-Val-d'Ajol
- Plombières-les-Bains
- Le Val-d'Ajol